# Jan Mlakar
Jan Mlakar, slovenski nogometaš, * 23. oktober 1998, Ljubljana.
Mlakar je profesionalni nogometaš, ki igra na položaju napadalca. Od leta 2023 je član italijanskega kluba Pisa, ki ga je leta 2025 posodil v Amiens, od leta 2021 pa slovenske reprezentance. Pred tem je igral za italijanska Fiorentino, Venezio in Hajduk, slovenski Maribor, angleške Brighton & Hove Albion, Queens Park Rangers in Wigan Athletic ter hrvaški Hajduk Split. Skupno je v prvi slovenski ligi odigral 70 tekem in dosegel 30 golov. Z Mariborom je osvojil naslov slovenskega državnega prvaka v sezoni 2018/19, v sezoni 2020/21 pa je bil prvi strelec slovenske lige. S Hajdukom je leta 2022 osvojil hrvaški pokal. Bil je tudi član slovenske reprezentance do 15, 16, 17, 18, 19 in 21 let ter reprezentance B.